# 100% (grupo)
100% (hangul: 백퍼센트 ()) fue una boy band surcoreana formada en 2012 bajo TOP Media, sello fundado por Andy Lee del grupo Shinhwa. El grupo debutó en septiembre de 2012 con su álbum sencillo, "We, 100%". El grupo estaba formado por un total de siete miembros: Minwoo, Rockhyun, Jonghwan, Chanyong, Changbum, Hyukjin y Sanghoon. Sanghoon se fue del grupo en 2014, Changbum se fue del grupo en 2016, mientras que Minwoo murió el 25 de marzo de 2018 debido a un paro cardíaco. El grupo se disolvió el 9 de octubre de 2021, después de que finalizaran los contratos de los miembros restantes.

## Carrera

### Pre-debut
En 2009, Rockhyun, con el nombre artístico de Rocky (로키 ()), formo parte de un dúo formado por el cantante Andy Lee de Shinhwa, Jumper (점퍼 ()), junto con Park Dong-min, y lanzaron dos sencillos: "Yes!" con Eric de Shinhwa, y "Dazzling" (눈이 부셔) con Kang Ji-young.
En ese mismo año, Minwoo apareció durante la promoción de Andy Lee para su canción "Single Man", junto con Park Dong-min (박동민 ()). Minwoo también había estado activo como actor, partcipando en varias series de televisión y dramas.

### 2012-2013: Debut y subunidad
Entre junio y septiembre de 2012, 100% apareció en el programa de variedades de SBS MTV Teen Top Rising 100%, en el que participaron junto con los miembros del grupo Teen Top. Su álbum debut sencillo, We, 100%, fue lanzado el 18 de septiembre. Contaba con cuatro pistas, incluida la versión instrumental de "나쁜놈 (Bad Boy)". Ese mismo día, el vídeo musical de su canción principal "나쁜놈 (Bad Boy)" se publicó en línea en el canal oficial de YouTube del grupo. 100% hizo su debut en vivo con la canción "나쁜 놈 (Bad Boy)" el 21 de septiembre en KBS Music Bank, seguido por MBC Music Core y SBS Inkigayo en ese mismo fin de semana.
El 23 de octubre, MBC celebró una conferencia de prensa para el segundo programa de variedades de 100% y Teen Top en Jangan-dong, Seúl. Teen Top & 100% Rising Brothers se estrenó en MBC Music tres días después, mostrando a los dos grupos cumpliendo sus objetivos. El primer sencillo digital del grupo, "나 같은 놈 (Guy Like Me)", fue lanzado el 7 de diciembre junto con su video musical.
100% lanzó su primer EP Real 100% y un video musical para "Want U Back" el 23 de mayo de 2013. El 17 de julio, TOP Media anunció el nombre del club de fans oficial del grupo, Perfection (퍼펙션). TOP Media anunció el 14 de noviembre 100% V, una subunidad formada por Rockhyun, Jonghwan, Hyukjin y Chanyong. La subunidad lanzó un sencillo titulado "퇴근길 (Missing you)" el 20 de noviembre. Hicieron su primera actuación en vivo en Music Bank.

### 2014-2016: Servicio militar de Minwoo y salida de miembros
En febrero de 2014, TOP Media anunció que el líder del grupo, Minwoo, tenía que alistarse en el ejército coreano a partir del 4 de marzo. En marzo, la agencia anunció que Sanghoon se iría del grupo para tomar un tiempo libre personal hasta decidir qué hacer en el futuro. Con los cinco miembros restantes, 100% lanzó su segundo EP Bang the Bush, y el video musical de "Beat" (심장이 뛴다) el 17 de marzo. El 7 de julio, lanzaron su segundo álbum sencillo, "100% Cool Summer Album 'SUNKISS'", con la canción principal "니가 예쁘다 (U Beauty)".
El 12 de septiembre de 2016, TOP Media hizo un anuncio oficial de que Changbum había dejado el grupo. Los miembros restantes se prepararían para un regreso en octubre. 100% lanzó su tercer EP, Time Leap, y un video musical para "Better Day" (지독하게) el 13 de octubre.

### 2017-2019: debut japonés,The Unit, muerte de Minwoo,Sunshine,RE:troy servicio militar
100% hizo su debut japonés con el sencillo lanzado "How to Cry" en enero de 2017. El grupo luego lanzó su cuarto mini álbum Sketchbook el 22 de febrero, junto con la canción "Sketch U" (어디 있니 ()). El 28 de junio, 100% lanzó su segundo sencillo japonés, "Warrior". En octubre, se confirmó que todos los miembros del 100% participarían en The Unit. Los miembros Rockhyun y Hyukjin lograron pasar la audición. Hyukjin fue eliminado en el puesto 34 debido a la segunda ronda de eliminación, mientras que Rockhyun no entró en el top 9, y terminó en el puesto 14 en la ronda final.
100% lanzó su tercer sencillo japonés "Song for You" el 14 de febrero de 2018. El 25 de marzo de 2018, se informó que Minwoo había muerto de un paro cardíaco en su casa a la edad de 33 años. El 2 de abril, se anunció que 100% reanudaría sus actividades, y su mini gira fue anunciada antes de la muerte de Minwoo. 100% lanzó su cuarto sencillo japonés, "Summer Night", el 27 de junio. El 26 de julio, 100% anunciaron el sencillo digital coreano "Grand Bleu", y luego anunciaron el lanzamiento de su quinto mini álbum, Sunshine, junto su canción principal llamada "맘 (Heart)".
100% continuó con su promoción japonesa lanzando su quinto sencillo japonés "28°C". Posteriormente, realizaron los conciertos “Walking On The Clouds” del 25 al 27 de enero de 2019.
El 14 de marzo, 100% lanzó su quinto mini álbum, RE:tro, teniendo como canción principal "Still Loving You".
El 25 de junio, se anunció que los cuatro miembros del grupo se alistarían durante la segunda mitad del año. Rockhyun y Chanyong se alistaron el 15 de julio, Jonghwan el 22 de julio, y Hyukjin el 26 de agosto.

### 2021: Disolución
El 23 de septiembre de 2021, TOP Media anunció que 100% se disolvería debido a la finalización de los contratos de sus integrantes el 9 de octubre.
El 27 de septiembre, antes de su disolución, lanzaron su último sencillo, "Can't Say Goodbye" (아름다운 걸 ()).

## Miembros
Adaptado del sitio web oficial:
- Minwoo (민우)
- Rockhyn (록현)
- Jonghwan (종환)
- Chanyong (찬용)
- Changbum (창범)
- Hyukjin (혁진)
- Sanghoon (상훈)

## Discografía

### Extended plays
- Real 100% (23 de mayo de 2013)
- Bang the Bush (17 de marzo de 2014)
- Time Leap (13 de octubre de 2016)
- Sketchbook (22 de febrero de 2017)
- Sunshine (3 de septiembre de 2018)
- RE:tro (14 de marzo de 2019)

### Sencillos
- Bad Boy (2012)
- Guy Like Me (2012)
- Want U Back (2013)
- Missing You (de 100% V) (2013)
- Beat (2014)
- U Beauty (2014)
- Better Day (2016)
- Sketch U (2017)
- Grand Bleu (2018)
- Heart (2018)
- Still Loving You (2019)
- Can't Say Goodbye (2021)

Japoneses
- How To Cry (2017)
- Warrior (2017)
- Song For You (2018)
- Summer Night (2018)
- 28°C (2018)

## Videografía

### Videos musicales
| 2012      | "Bad Boy"                  | 슈퍼창따이 (Super Changddai)               |
| 2012      | "Still Again"              | Desconocido                                |
| 2012      | "나 같은 놈 (Guy like me)" | Minigun and 슈퍼창따이 (Super Changddai)   |
| 2013      | "Want U Back"              | Hyuk Shin & Ross Lara                      |
| 2013      | "Only U"                   | Stereo (COR)                               |
| 2013      | "퇴근길 (Missing you)"     | Brave Brothers                             |
| 2014      | "Beat"                     | 슈퍼창따이 (Super Changddai)               |
| 2014      | "Phone"                    | 박준용 (Park Jun Yong)                     |
| 2014      | "U Beauty"                 | Solver y 220 Volt                          |
| 2014      | "Summer Hero"              | Troubleshooter                             |
| 2016      | "Better Day"               | Sweetune                                   |
| 2017      | "Sketch U"                 | Sweetune                                   |
| 2018      | "Grand Bleu"               | 찬용 (Chanyong) (100%)                     |
| 2018      | "Heart"                    | 찬용 (Chanyong) (100%) y 김이나 (Kim Eana) |
| 2019      | "Still Loving You"         | Han Gil                                    |
| Japoneses |                            |                                            |
| 2017      | "How To Cry"               | Desconocido                                |
| 2017      | "Warrior                   | Desconocido                                |
| 2018      | "Song For You"             | Desconocido                                |
| 2018      | "Summer Night"             | Desconocido                                |
| 2018      | "28°C"                     | Desconocido                                |

## Filmografía

### Televisión
| Año  | Título                          | Nota(s)                          |
| ---- | ------------------------------- | -------------------------------- |
| 2012 | Teen Top Rising 100%            | Miembros del elenco con Teen Top |
| 2012 | Pops in Seoul's 'New Star.com'  | Artista destacado                |
| 2012 | Teen Top & 100% Rising Brothers | Miembros del elenco con Teen Top |

## Conciertos y giras

### Tours
| Fecha                   | Ciudad  | País  | Lugar                            | Tour                                      |
| ----------------------- | ------- | ----- | -------------------------------- | ----------------------------------------- |
| 24 de diciembre de 2013 | Fukuoka | Japón | Fukuoka Convention Center        | ZEPP Tour - 100% X'mas Show               |
| 25 de diciembre de 2013 | Osaka   | Japón | Namba Hatch                      | ZEPP Tour - 100% X'mas Show               |
| 27 de diciembre de 2013 | Tokio   | Japón | Zepp Tokyo                       | ZEPP Tour - 100% X'mas Show               |
| 16 de junio de 2018     | Tokio   | Japón | Differ Ariake                    | 100% Premium Showtime 2018 ~Summer Night~ |
| 16 de junio de 2018     | Tokio   | Japón | Differ Ariake                    | 100% Premium Showtime 2018 ~Summer Night~ |
| 23 de junio de 2018     | Nagoya  | Japón | Nagoya International Legend Hall | 100% Premium Showtime 2018 ~Summer Night~ |
| 30 de junio de 2018     | Osaka   | Japón | Zepp Osaka Bayside               | 100% Premium Showtime 2018 ~Summer Night~ |

### Conciertos
| Fecha                   | Ciudad | País          | Lugar                                     | Concierto                             |
| ----------------------- | ------ | ------------- | ----------------------------------------- | ------------------------------------- |
| 24 de agosto de 2013    | Tokyo  | Japón         | Shinagawa Stellar Ball                    | Live Event in Japan Real 100%         |
| 29 de diciembre de 2013 | Seúl   | Corea del Sur | Blue Square Samsung Card Hall             | 1st Solo Concert - All 100%           |
| 18 de enero de 2014     | Taipei | Taiwán        | ATT Show Box                              | All 100% in Taiwan                    |
| 20 de julio de 2014     | Chiba  | Japón         | Maihama Amphitheater                      | 100% 2014 Japan Cool Live             |
| 5 de octubre de 2014    | Tokio  | Japón         | Laforet Museum Roppongi                   | 100% 2014 Japan Fall In Live          |
| 24 de diciembre de 2016 | Osaka  | Japón         | Osaka Business Park Enkei Hall            | 100% Xmas Live 2016 "LOVE%"           |
| 25 de diciembre de 2016 | Tokio  | Japón         | Meiji Yasuda Seimei Hall                  | 100% Xmas Live 2016 "LOVE%"           |
| 14 de marzo de 2017     | Tokio  | Japón         | Billboard Live Tokyo                      | 100% Premium Live - "White Love"      |
| 17 de marzo de 2017     | Osaka  | Japón         | Billboard Live Osaka                      | 100% Premium Live - "White Love"      |
| 21 de abril de 2018     | Tokio  | Japón         | Yamano Hall                               | 100% Spring Concert 2018 -Blossom-    |
| 30 de abril de 2018     | Osaka  | Japón         | Osaka Business Park Enkei Hall            | 100% Spring Concert 2018 -Blossom-    |
| 24 de diciembre de 2018 | Tokio  | Japón         | Shibuya Cultural Center Owada Densho Hall | 100% Special Winter Stage 2018 "28°C" |
| 25 de enero de 2019     | Seúl   | Corea del Sur | CKL Stage                                 | 100% Walking On The Clouds            |
| 26 de enero de 2019     | Seúl   | Corea del Sur | CKL Stage                                 | 100% Walking On The Clouds            |
| 27 de enero de 2019     | Seúl   | Corea del Sur | CKL Stage                                 | 100% Walking On The Clouds            |

### Showcases
| Fecha                   | Ciudad | País  | Evento    | Showcase                             |
| ----------------------- | ------ | ----- | --------- | ------------------------------------ |
| 20 de noviembre de 2016 | Tokio  | Japón | Nicofarre | 100% Showcase in Japan - 'Time Leap' |
| 22 de enero de 2017     | Osaka  | Japón | HEP Hall  | 100% "How To Cry" Japan Showcase     |
| 29 de enero de 2017     | Tokio  | Japón | Nicofarre | 100% "How To Cry" Japan Showcase     |